# Полешко, Степан Григорьевич
Степан Григорьевич Полешко 1-й (1783 — 8 (20) декабря 1837) — генерал-лейтенант (25.06.1831) русской императорской армии, начальник 2-й гренадерской дивизии, герой Отечественной войны 1812 года, русско-турецкой войны 1828-1829 гг. и Польской кампании 1831 года.

## Биография
Родился в 1783 году.
В 1803 году был произведён в подпоручики 1-го егерского полка. За участие в Прейсиш-Эйлаусском сражении 27 января 1807 года награждён золотым крестом. В том же году, 16 марта, был произведён в поручики, а 24 мая пожалован орденом Святой Анны 4-й степени. 16 сентября 1808 года был пожалован орденом Святого Владимира 4-й степени с бантом. 16 августа 1810 года — произведён в штабс-капитаны.
6 сентября 1811 года был переведён в лейб-гвардии Егерский полк, с которым принял участие в Отечественной войне 1812 года. 19 декабря 1812 года был награждён золотой шпагой с надписью «За храбрость», 3 июня 1813 года — орденом Святой Анны 2-й степени и 15 июля того же года произведён в капитаны. 15 сентября 1813 года был пожалован алмазными знаками к ордену Святой Анны 2-й степени, 30 ноября того же года произведён в полковники.
15 января 1814 года Полешко был назначен командиром 34-го егерского полка и 20 февраля того же года пожалован орденом Святого Владимира 3-й степени. 18 марта 1814 года, за отличие при взятии Парижа, он был награждён орденом Святого Георгия 4-й степени (№ 2885 по списку Григоровича — Степанова).
17 апреля 1822 года Полешко был произведён в генерал-майоры, с назначением командиром 3-й бригады 5-й пехотной дивизии. 9 июня того же года он был назначен командиром 2-й бригады 17-й пехотной дивизии и 30 января 1827 года — 1-й бригады 18-й пехотной дивизии.
С 3 мая по 3 июня 1828 года Полешко участвовал в осаде крепости Браилов. 25 июня был пожалован орденом Святой Анны 1-й степени, а 8 июля того же года был в сражении под крепостью Шумла. 7 сентября 1828 года, за отличие в делах против турок, был награждён золотой шпагой с надписью "За храбрость", украшенной алмазами. Также был пожалован алмазными знаками к ордену Святой Анны 1-й степени (в списке их обладателей отсутствует). 23 сентября 1828 года назначен командиром лейб-гвардии Егерского полка.
За отличия, оказанные в войне с польскими мятежниками, Полешко 25 июня 1831 года получил орден Святого Георгия 3-й степени (№ 426)
В воздаяние отличнаго мужества и храбрости, оказанных в сражении против польских мятежников 4 мая на позиции у Пршетиц, где, командуя авангардом и будучи атакован неприятелем в превосходных силах, мужественно встретил мятежников, неоднократно опрокидывал их в штыки и отступил в совершенном порядке; 8 мая у д. Рудки несколько раз обращал мятежников в бегство и нанес жестокое поражение.
25 июня 1831 года произведён в генерал-лейтенанты и 22 августа того же года назначен командиром 4-й гвардейской пехотной бригады.
Награждённый в 1836 году орденом Белого орла (в списке его кавалеров отсутствует), Полешко состоял командиром 2-й гренадерской дивизии.
Умер в ночь с 7 на 8 (20) декабря 1837 года в Пскове и был похоронен на Дмитриевском кладбище.

## Награды
- Золотой крест «За победу при Прейсиш-Эйлау» (1807)
- Орден Святой Анны 3-й (4-й) степени (20 мая 1808)
- Орден Святой Владимира 4-й степени с бантом (16 сентября 1808)
- Золотая шпага с надписью «За храбрость» (19 декабря 1812)
- Орден Святой Анны 2-й степени (3 июня 1813)
- Алмазные знаки к ордену Святой Анны 2-й степени (15 сентября 1813)
- Орден Святого Владимира 3-й степени (20 февраля 1814)
- Орден Святого Георгия 4-го класса (18 марта 1814)
- Орден Святой Анны 1-й степени (25 июня 1828)
- Алмазные знаки к ордену Святой Анны 1-й степени (7 сентября 1828; в списке их обладателей С. Г. Полешко отсутствует)
- Золотая шпага с надписью "За храбрость", украшенная алмазами (7 сентября 1828)
- Орден Святого Георгия 3-го класса (25 июня 1831)
- Знак отличия за военное достоинство 2-й степени (1832)
- Орден Белого орла (1836; в списке его кавалеров С. Г. Полешко отсутствует)

## Воспоминания современников
Наш генерал со всеми нами ознакомился. Оказалось, что он не бука, а предобрый человек, очень любивший играть в карты...

Степан Григорьевич Полешко был человек лет 50, среднего роста, плотный, с отлогими плечами, длинной талией и ногами колесом; волосы русые с проседью, с вихром, спускавшимся на лоб. Лицо — чистый малороссийский тип: нос сплюснутый, глаза небольшие, голубые, добрейшие, с примесью лукавства; рот небольшой, с нижнею губою немного вперед. Некрасив, но нельзя было его не любить. Говорил с сильным хохлацким акцентом. Редко видели его сердитым: поворчит, бывало, и скоро опять улыбается; любил юмор; имел некоторые причуды. Образования никакого, но его заменяли опытность и здравый смысл. Вообще, он был хотя и чудак, но человек умный. Полешко, по рассказам, храбр и распорядителен в военное время. В шведскую войну он признан был храбрейшим. Какая-то старая дама, умирая, завещала известную сумму денег, проценты с которой должны были выдаваться пожизненно тому, кто окажется храбрейшим в русской финляндской армии. Выбрали Полешко. Между прочими его подвигами в этой войне, он как-то сумел с одною ротою взять в плен целиком шведский батальон. За эту войну у него был георгиевский крест. В Отечественную войну он состоял адъютантом при генерале бароне Розене. Потом командовал полком, а в последнее время бригадой. При осаде Браилова, Великий Князь Михаил Павлович обратил на него особенное внимание.— П. А. Степанов. 25 лет Лейб-гвардии в Егерском полку (из записок старого егеря). Часть 2. 1828—1830. // Военный сборник. Т. 20. № 2 (февраль). 1877. С. 400, 401